# Martin Piekar

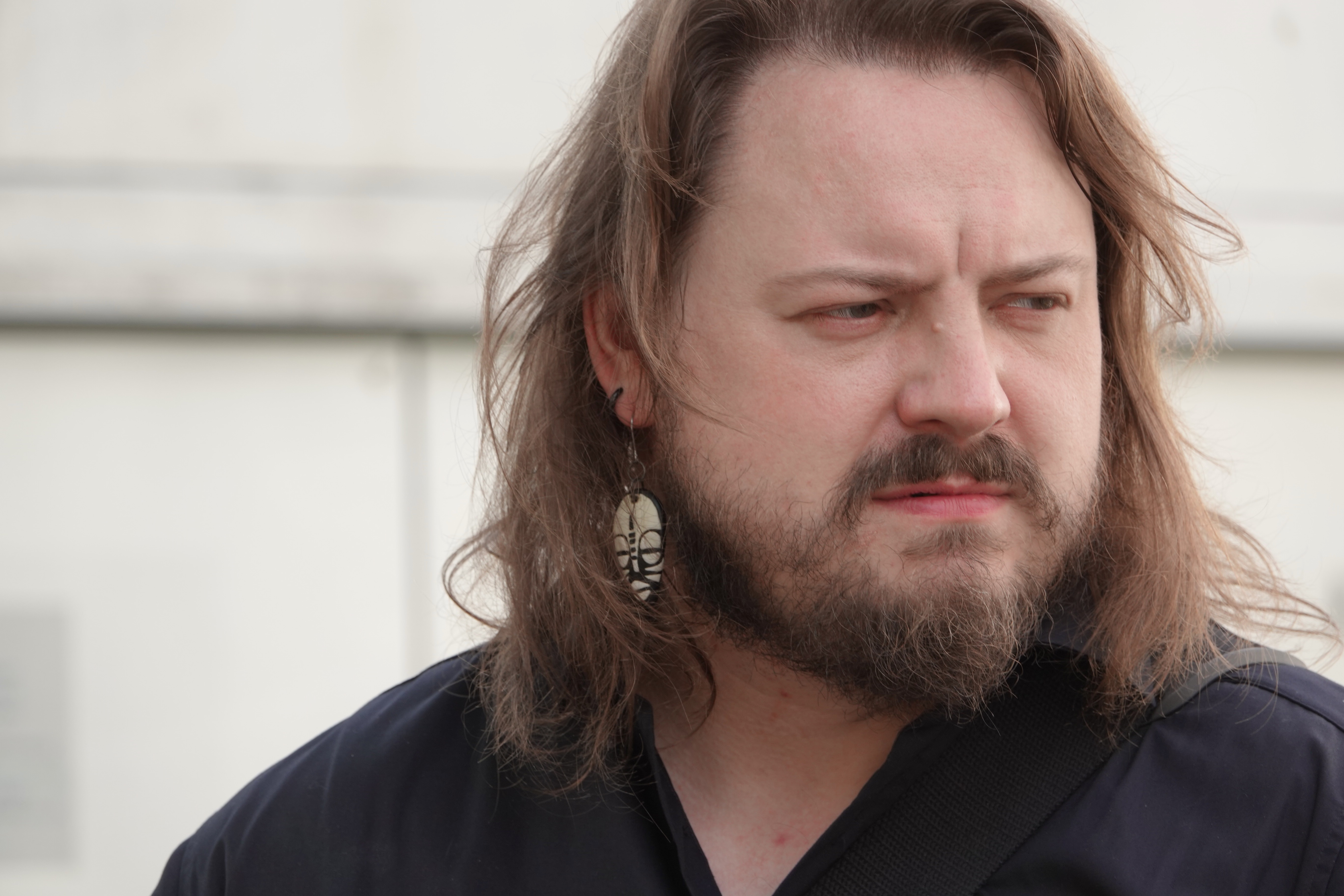
Martin Piekar beim Ingeborg Bachmann-Preis 2023

Martin Piekar (Aussprache [pieːkaː]; * 5. August 1990 in Bad Soden am Taunus) ist ein polnischer Schriftsteller, der in Deutschland lebt und in deutscher Sprache schreibt.

## Leben
Martin Piekar kam als Kind polnischer Einwanderer im hessischen Bad Soden am Taunus zur Welt und besitzt lediglich die polnische Staatsbürgerschaft. Seine Eltern waren in den 1980er-Jahren aus politischen Gründen aus der damaligen Volksrepublik Polen in die Bundesrepublik Deutschland geflohen. Sein Vater kehrte nach der Wende in seine Heimat zurück.
Mit dem Schreiben begann Piekar bereits während seiner Schulzeit. Er studierte Philosophie und Geschichte an der Johann-Wolfgang-Goethe-Universität in Frankfurt am Main und ist Mitglied von sexyunderground, einer Gruppe junger Autoren des Literaturhauses Frankfurt. Seine Gedichte wurden in den Literaturzeitschriften etcetera und Federwelt veröffentlicht. 2012 nahm er am Literaturlabor Wolfenbüttel teil und gewann den prestigeträchtigen Wettbewerb open mike der Literaturwerkstatt Berlin in der Sparte Lyrik.
Im Juni 2023 wurde er bei den Tagen der deutschsprachigen Literatur  in Klagenfurt für seinen Text „Mit Wänden sprechen/Pole sind schwierige Volk“ mit dem KELAG-Preis und dem BKS-Bank-Publikumspreis ausgezeichnet. Er las auf Einladung von Klaus Kastberger.
Er lebt in Frankfurt am Main.

## Werke
- Bastard Echo. Verlagshaus J. Frank, Berlin 2014, ISBN 978-3-940249-90-6
- AmokperVers. Verlagshaus Berlin, Berlin 2018, ISBN 978-3-945832-25-7
- Mit Wänden sprechen/Pole sind schwierige Volk, Beitrag zum Ingeborg-Bachmann-Preis 2023.
- Livestream & Leichen. Verlagshaus Berlin, Berlin 2023

## Auszeichnungen
- 2007: Teilnehmer des Schreibzimmers
- 2010: Gewinner „Gedicht des Jahres“ von Deutschlandradio
- 2012: Stipendiat des Literatur Labor Wolfenbüttel
- 2012: 20. Open Mike der Literaturwerkstatt Berlin, Preisträger Lyrik
- 2015: hr2-Literaturpreis 2015
- 2016: hr2-Literaturpreis 2016
- 2018: Irseer Pegasus (Jurypreis) für den Lyrikzyklus scripted virtuality
- 2018: Nominierung für den Lyrikpreis Meran
- 2023: KELAG-Preis und BKS-Bank-Publikumspreis bei den Tagen der deutschsprachigen Literatur[4]
- 2024: Robert-Gernhardt-Preis[6]